# Les garçons de chambre
Les garçons de chambre je francouzský komediální televizní seriál z let 2014 a 2016 vysílaný prostřednictvím webových stránek.

## Děj
Hlavními hrdiny jsou čtyři mladí muži z Paříže. Léopold je ženatý, má syna Alexandra a pracuje jako hotelová služba. Jeho dvojče Jean-Baptiste je studentem gynekologie a sdílí společný byt s Giovanim a Raphaëlem, kteří pracují ve stejném hotelu jako Léopold. Giovani a Léopold si přivydělávají rovněž jako gigolové a klienty jim dohazuje manažerka hotelu Jene. Všechno funguje dokonale až do chvíle, kdy je Léopold zatčen. Jean-Baptiste a Raphaël se dovědí, proč byl Léopold zatčen a o jeho druhém životě a věci se začnou stále více komplikovat.

## Obsazení
| Joris Conquet       | Léopold D'Arpajon       |
| Adrian Conquet      | Jean-Baptiste D'Arpajon |
| Mike Fédée          | Giovani                 |
| Hugo Lecardinal     | Raphaël                 |
| Agnès de Tyssandier | Jennifer                |
| Michael Augusto     | Kévin                   |
| Martine Diotelevi   | Jessica                 |

## Seznam dílů

### První řada
1. Lady Cupcake
2. Mister Innocent
3. Le fruit défendu
4. Lady Secret
5. Le bal de la poule
6. Mister D'Arpajon
7. Les trois garces 1
8. Les trois garces 2
9. Confession d'un gigolo
10. Lady Diana
11. Mister Capucin
12. Mister Cupidon
13. Je suis une pute
14. Trois gangsters & un gigolo
15. La croqueuse de diamants
16. L'as de pique

### Druhá řada
1. La défaite
2. Identité secrète
3. Détrôné
4. Le karma
5. Le ballet des dames rouges
6. Cinquante trois millions
7. Fanny des chasselas
8. Un nouvel homme
9. Une nuit stratégique
10. Un petit déjeuner princier
11. La lettre
12. Noeud papillon et bottes de cuir
13. Initiation
14. Orgasme
15. Chandelles
16. Jeux d'enfants
17. Chambre des tortures
18. Céremonie